# 千日菊酰胺
千日菊酰胺（英語： 或 ）是一种含氮有机化合物，化学式C
14H
23NO，属于一种不饱和脂肪酸酰胺，存在于印度金鈕扣（学名：Acmella oleracea，也称为千日菊）中，被认为是该植物具有局部麻醉效果的原因。